# Willi Heckmann
Willi Heckmann (* 22. März 1952 in Nussloch) ist ein ehemaliger deutscher Ringer, Trainer und heutiger Leiter der Sportschule des Landessportbundes Rheinland-Pfalz in Schifferstadt.

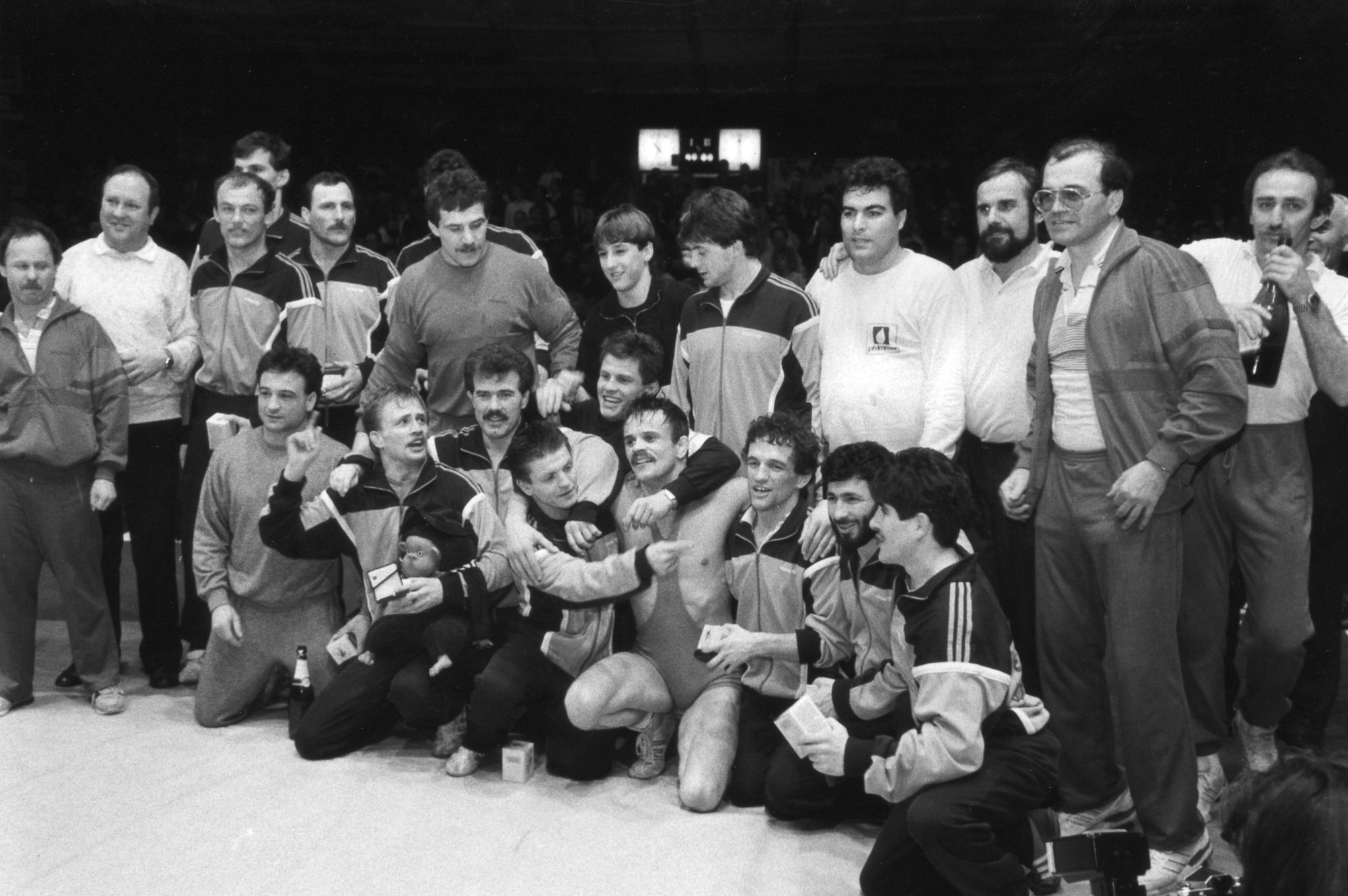
Deutscher Mannschaftsmeister mit dem VfK Schifferstadt 1988 (Willi Heckmann in der hinteren Reihe, Erster von links)

## Karriere als Ringer
Willi Heckmann begann als Kind mit dem Ringen beim AC Germania im Heidelberger Stadtteil Rohrbach.
Als Leistungsringer stand er ausschließlich für den VfK Schifferstadt auf der Matte.
Bei den Junioren-Europameisterschaften 1971 konnte er die Bronzemedaille erringen.
Acht deutschen Meistertiteln im Jugend- und Juniorenbereich folgten zwischen 1971 und 1980 sieben Titel im Freistil-Papier- und -Fliegengewicht der Aktiven. Zweimal stand er in der Meisterstaffel des VfK, 1971 und 1976. Bei den Olympischen Spielen 1976 in Montreal belegte er den 8. Platz. In die deutsche Nationalmannschaft wurde er neunmal berufen.

## Trainerlaufbahn
Nach seiner aktiven Laufbahn war der diplomierte Sportlehrer Freistiltrainer des VfK Schifferstadt und auch hier maßgeblich an den folgenden deutschen Mannschaftsmeisterschaften der Staffel beteiligt. Im Alter von 37 Jahren trat der Trainer Heckmann im Endrundenkampf 1989 gegen Mömbris-Königshofen überraschend selbst auf die Matte, wobei ihm ein Schultersieg gelang.
Während seiner Trainerlaufbahn war er Landestrainer Rheinland-Pfalz, Assistenztrainer bei Welt- und Europameisterschaften und im Trainerteam bei den Olympischen Spielen 2000 in Sydney. Seine Freistilschützlinge errangen insgesamt 158 Medaillen, darunter eine olympische Medaille, drei Medaillen bei Weltmeisterschaften und fünfzehn bei Europameisterschaften.

## Weitere Tätigkeiten
- Leistungsbeauftragter der Arbeitsgemeinschaft Ringer in Rheinland-Pfalz
- Leiter der Sportschule des Landessportbundes Rheinland-Pfalz
- Gründungsmitglied der Pälzer Ausles

## Auszeichnungen
Im Jahr 2011 erhielt Willi Heckmann die Verdienstmedaille des Landes Rheinland-Pfalz.

## Sonstiges
Willi Heckmann lebt mit seiner Familie in Schifferstadt.